# Дамский угодник (фильм, 2000)
«Дамский угодник» (англ. The Ladies Man) — американская комедия режиссёра Реджинальда Хадлина. Премьера состоялась 13 октября 2000 года.

## Сюжет
Радиоведущего Леона Фелса (Тим Медоуз), за любовные похождения, все знают просто как дамского угодника. С течением обстоятельств он начинает понимать, что жизнь заключается не только в сексе, но и в отношениях.

## В ролях
- Тим Медоуз — Леон Фелс
- Керин Парсонс — Джулли Симонс
- Билли Ди Уильямс — Лестер
- Джон Уинтерспун — Скреп Айрон
- Jill Talley — Кенди
- Ли Эванс — Барни
- Уилл Феррелл — Ленс ДеЛун
- Тиффани Тиссен — Хани ДеЛун
- София Милос — Черил
- Юджин Леви — Баки Кент
- Дэвид Хубанд — Фрэнк
- Джулианна Мур — Одри/«Блупи»